# Gaspar Escolano
Gaspar Escolano i Villalba (València, gener de 1560 — València, 20 de febrer de 1619), fou un eclesiàstic, escriptor i historiador valencià.

## Biografia
Fill de Gaspar Escolano, ciutadà, comissari reial i membre del Consell municipal en diverses ocasions, i de Francesca Villalba, naturals de València; neix a la ciutat de València i fou batejat a l'església de Sant Martí el 4 de gener de 1560. Estudia, probablement, a la Universitat de València, i es doctora en Teologia.
De les seves activitats una volta acabats els seus estudis, poques notícies es conserven. En 1588 escriu l'obra teològica Libelli duo, que es mantingué inèdita; i el mateix any escriu un sonet laudatori a una hagiografia sobre sant Tomás de Villanueva, escrita per Miguel Salon, catedràtic de Teologia de la universitat de València, que és inclòs en els preliminars de l'obra.
El 15 de gener de 1592 ingressa a l'Acadèmia dels Nocturns, en companyia d'altres prestigiosos escriptors, on adopta el pseudònim de Luz. La seva participació fou escassa, amb només cinc discursos i uns poc poemes.
Nomenat rector de l'Església de Sant Esteve de València, pren possessió el 28 de febrer de 1597, càrrec que mantindrà fins a la seva mort.

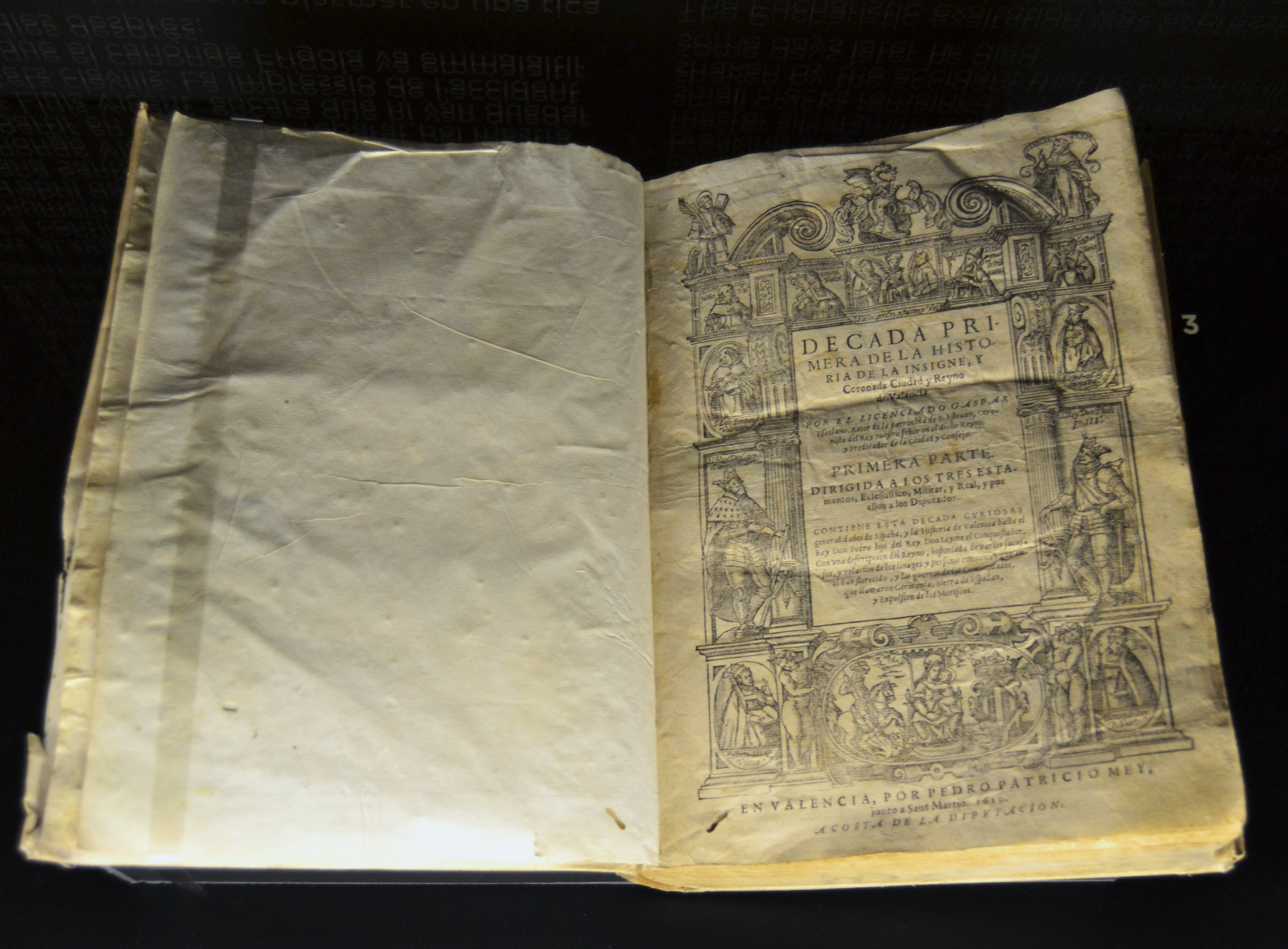
Décadas de la historia de la insigne y coronada ciudad de Valencia (1610).

En 1600 participa en una justa poètica amb motiu de l'arribada d'una relíquia de sant Vicent Ferrer a la ciutat; i per aquestes dates, torna a participar en altre certamen literari, el segon dels promoguts per Bernat Català de Valleriola, l'antic president i fundador de l'Acadèmia dels Nocturns.
El Consell de la ciutat de València, per motius de salut del predicador titular Pere Joan Monzó, designa a Escolano per a substituir-lo el 13 d'abril de 1602, i així es manté fins al 15 de març de 1606, poc abans de la mort de Monzó, en què és nomenat predicador titular, i confirmat el 22 de desembre del mateix any.
Escolano portava uns anys recopilant informació i documents per a escriure una història general del regne de València, quan a les Corts de 1604, bé per iniciativa pròpia o mitjançant un valedor, és presentada i posteriorment aprovada la proposta de nomenar-lo Cronista oficial del regne de València, amb una assignació de 150 lliures anuals, i la Generalitat es compromet a fer-se càrrec de les despeses de la publicació de la seva crònica, que acabarien ascendint a 1750 lliures.
Fou convocat a la reunió de teòlegs celebrada a València en 1608 que tractà sobre l'expulsió dels moriscos, on actuà com a secretari de la junta.
Entre 1610 i 1611 surt publicada la Dècada Primera, en dos volums, que abasten des dels inicis coneguts fins al regnat de Pere el Gran, menys el llibre desè que tracta de dos temes més actuals: les Germanies i l'expulsió dels moriscos. I en la mateixa obra anuncia la propera publicació de la Dècada Segona, que abastaria des d'Alfons el Franc fins als Reis Catòlics, que ja no va veure la llum pública, i no es coneix cap esborrany.
En 1616 publica la seva darrera obra, els Omnium decretorum quae in Valentinis synodis statuta sunt.
El 26 de desembre de 1618 atorga testament, deixant tots els seus béns al seu germà Francesc Escolano, doctor en ambdós drets. I mor el 20 de febrer de 1619.

## Impacte de lesDécadas
Fou un dels cronistes valencians més destacats de l'època dels Àustria, junt a Pere Antoni Beuter, Rafael Martí de Viciana i Francesc Diago. Les Décadas, sòlidament documentades, amb la utilització d'arxius locals, monedes i inscripcions, constitueixen una font rica en notícies, caòticament barrejades, sobre aspectes polítics, geogràfics, lingüístics socials; que publicades, ampliades i completades a finals del segle xix per Joan Baptista Perales, es convertiren en el llibre clàssic de la història valenciana.
Les Décadas, tot i ser un projecte inacabat, pel seu considerable volum i per la diversitat dels aspectes que aborda es converteix en una veritable història general, i a la vegada en una obra miscel·lània, per l'acumulació de treballs provinents de fonts de la més diversa fiabilitat. També és considerada la més completa, extensa i la més valorada de les cròniques valencianes, tot i que presenta defectes importants. Els primers capítols on tracta de la prehistòria i l'antiguitat, no són pròpiament fruit d'un treball històric, són més aviat un exordi vindicatiu de les glòries pàtries. En els capítols posteriors, l'autor pot haver estat crèdul a vegades, però en general es mostra fidel amb el fets, coneixedor del seu país, segur en matèries filològiques i historiogràfiques, entès en ciències naturals, i mestre en sagrada teologia.

## Obra

### Història

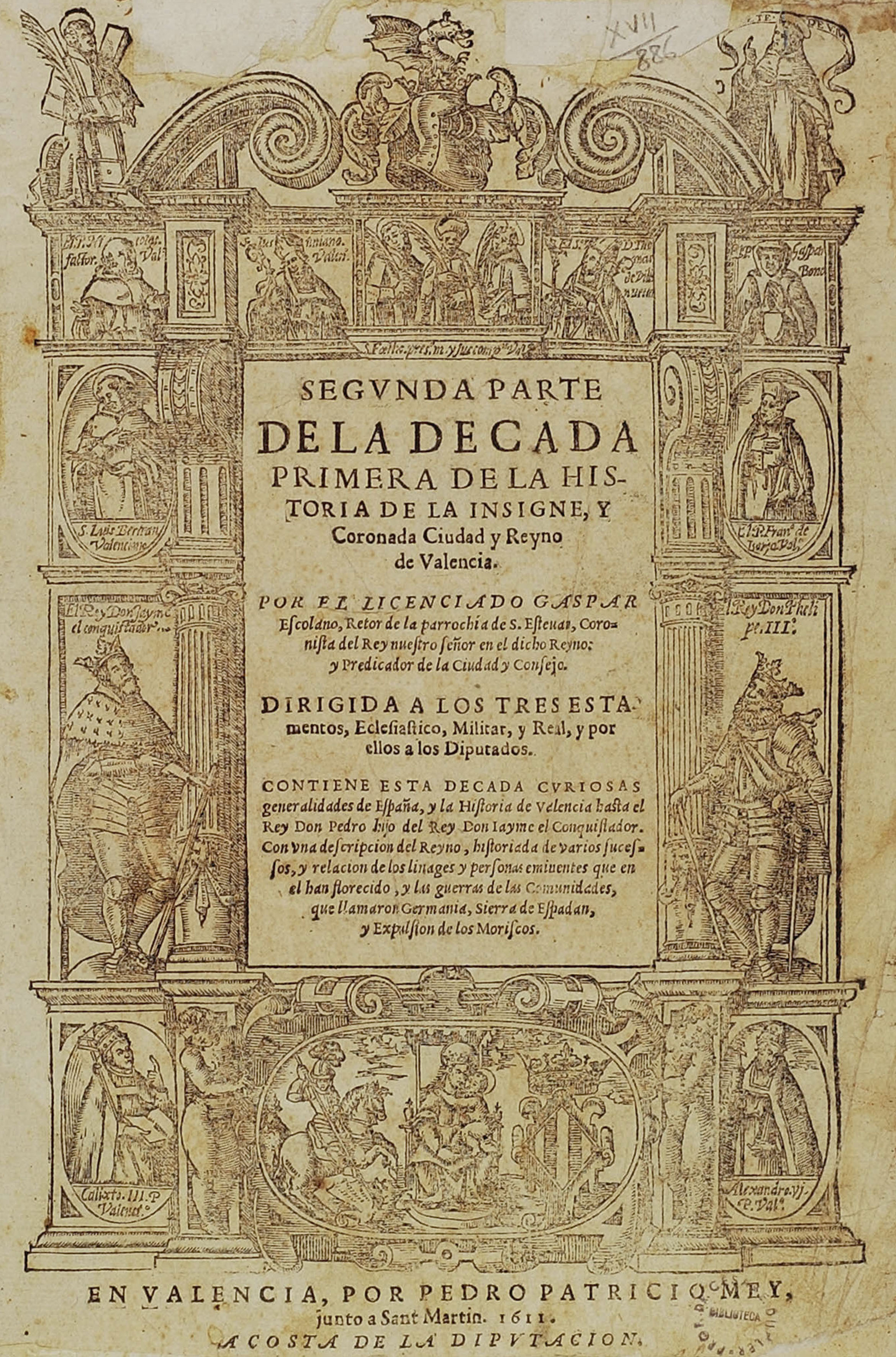
Portada de la Segunda parte de la decada primera de la historia de la insigne y coronada ciudad y Reyno de Valencia (1611).

- Década primera de la historia de la insigne y coronada ciudad y reyno de Valencia.[4][14][15]

### Religió
- Omnium decretorum quae in Valentinis synodis statuta sunt a tempore D. D. Thomae a Villanova, archiepiscopi Valentini, usque ad obitum D. Joannis a Ribera, etiam archiepiscopi et patriarchae Antiocheni, cum última synodo ab eo habita quae adhuc impressa non fuit, brevis epitome, ordine alphabetico digesta; omnibus iudicibus ecclesiasticis, parochis, er ecclesiisapprime necessaria.[4][16]
- Libelli duo, quorum unus inscribitur; sermo panegyricus, sive de laudibus Divi Pauli. Alter vero, disputatio de incarnationis mysterio; quod non solum hebraeis, sed etiam gentibus ante Christi adventum fuerit notum (1588).[4] Dues obres, un sermó lloant a Sant Pau i una dissertació sobre el misteri de l'encarnació.[17]

### Assaig
Escrigué cinc discursos per a l'Acadèmia dels Nocturns:
- Sobre la mentira.
- Del poder de la hermosura.
- Probando que la mano izquierda es mas honrada que la diestra.
- En alabanza de la edad juvenil.
- Se averigua la historia del papa Juan VIII, o si ha habido jamás muger que fuese papa.

### Poesia
Per les composicions poètiques que s'han conservat, Escolano no destaca pel seu domini de la rima.
- En alabanza de la obra (1588).[18] Sonet.[5]
- Dando la norabuena a Monseñor Illustrissimo por la venida de la Reliquia.[19] Sonet.[5]
- La vida de Sant Vincente, grauada en el Topacio que se promete por premio al que mejor la pintase.[19] Sonet.[20]
- Baptismo milagroso de S. Vincente Ferrer en dicha parroquia.[19] Quartets octosíl·labs.[20]
- A S. Vincente, y a los quatro Ioanes que cupieron en honralle.[19] Sonet.[20]
- A la fe de Nuestra Señora.[21] Sonet.[20]